# Camptotypus divisus
Camptotypus divisus är en stekelart som först beskrevs av Tosquinet 1896.  Camptotypus divisus ingår i släktet Camptotypus och familjen brokparasitsteklar. Inga underarter finns listade.